# 日本顕微鏡学会
公益社団法人 日本顕微鏡学会（にほんけんびきょうがっかい、英語: The Japanese Society Of Microscopy (JSM)）は、日本の学術研究団体の一つ。

## 概要
1949年5月13日設立。学術研究団体としての種別は単独学会。
顕微鏡学に関わる研究発表、知識の交換並びに社会との連絡連携の場となり、顕微鏡学の進歩発展を図り、学術・文化の発展に寄与することを目的としている。
国内においては日本工学会に、国際学術連合体としては国際顕微鏡学会連合に加入している。

## 沿革
- 1949年 - 社団法人顕微鏡学会設立。
- 2002年 - 社団法人日本顕微鏡学会に改称。
- 2012年 - 公益社団法人日本顕微鏡学会へ移行。

## 刊行物

### 顕微鏡
- 誌名（和文）：顕微鏡
- 誌名（欧文）：-
- 創刊年：1950
- 資料種別：ジャーナル（査読付き論文を含む）
- 使用言語：日本語のみ
- 発行形態：印刷体
- 著作権帰属先：学会
- クリエイティブコモンズ：定めていない
- 購読：有料

### Microscopy
- 誌名（和文）：-
- 誌名（欧文）：Microscopy
- 創刊年：1952
- 資料種別：ジャーナル（査読付き論文を含む）
- 使用言語：英語のみ
- 発行形態：印刷体、eジャーナル
- 著作権帰属先：学会
- クリエイティブコモンズ：定めていない
- 購読：有料

## 歴代会長
歴代会長は以下の通り。
1. 瀬藤象二（1949年 - 1953年）
2. 山下英男（1954年）
3. 谷安正（1955年）
4. 寺田正中（1956年）
5. 東昇（1957年）
6. 日比忠俊（1958年）
7. 菅田栄治（1959年）
8. 只野文哉（1960年）
9. 榊米一郎（1961年）
10. 日高醇（1962年）
11. 安澄権八郎（1963年）
12. 高木文一（1964年）
13. 水渡英二（1964年）
14. 明石和彦（1965年）
15. 山田英智（1966年）
16. 高橋昇（1967年）
17. 風戸健二（1968年）
18. 深井孝之助（1969年）
19. 金谷光一（1970年）
20. 小林恵之助（1971年）
21. 深見章（1972年）
22. 島津新一（1973年）
23. 渡辺陽之輔（1974年）
24. 上田良二（1975年）
25. 武谷健二（1976年）
26. 根井外喜男（1977年）
27. 橋本初次郎（1978年）
28. 田岡忠美（1979年）
29. 菅沼惇（1980年）
30. 近藤勇（1981年）
31. 丸勢進（1982年）
32. 濱清（1983年）
33. 竹山太郎（1984年）
34. 小川和朗（1985年）
35. 市川厚（1986年）
36. 矢田慶治（1987年）
37. 藤田廣志（1988年）
38. 安田健次郎（1989年）
39. 中井益代（1990年）
40. 鈴木昭男（1991年）
41. 裏克己（1992年）
42. 石田洋一（1993年）
43. 保坂康弘（1994年）
44. 廣澤一成（1995年）
45. 塩尻詢（1996年）
46. 田中通義（1997年）
47. 日比野倫夫（1998年）
48. 平野寛（1999年）
49. 石川春律（2000年）
50. 飯島澄男（2001年 - 2002年）
51. 外村彰（2003年 - 2004年）
52. 山科正平（2005年 - 2006年）
53. 髙柳邦夫（2007年 - 2008年）
54. 廣川信隆（2009年 - 2010年）
55. 森博太郎（2011年 - 2012年）
56. 大野伸一（2013年 - 2014年）
57. 田中信夫（2015年 - 2016年）
58. 牛木辰男（2017年 - 2018年）
59. 幾原雄一（2019年 - 2022年）
60. 岡部繁男（2023年 - ）